# BrokenGlazz
I BrokenGlazz, originariamente conosciuti come Broken Glass, sono stati un gruppo di primo piano dell'heavy metal italiano attivo tra il 1989 ed il 1994. La band fu scoperta da Teddy Reno, e vinse il Festival degli sconosciuti nel 1990. Fece tre CD con la casa discografica Dracma Records.

## Storia
Nel 1989, a Torino, il cantante e chitarrista italo-canadese James Wynne e il chitarrista Ivan Appino decisero di fondare una band, che chiamarono Broken Glass. Ai due si aggiunsero presto il bassista Pier Querio ed il batterista Andry Verga, allora fuoriusciti rispettivamente dagli Wired e dagli Steel Angel, misconosciute band locali.
Nello stesso anno la band registrò una prima demo dal titolo omonimo, che fu notata da Teddy Reno, il quale propose al gruppo di prendere parte ad un festival per band emergenti. Il gruppo partecipò e vinse il concorso; con questa vittoria fu notata dalla Dracma Records, che propose loro un contratto. Modificato il nome in Broken Glazz la band, con l'aiuto del produttore Tino Paratore, registrò il suo primo album Divine, pubblicato nel 1991 dalla Dracma Records. Al momento della registrazione, al bassista Pier Querio venne in aiuto Davide Basei che incise il basso di tre brani particolarmente impegnativi. L'album, connotato da uno stile thrash metal con numerosi rimandi al metal classico, ottenne un buon successo e fece circolare il nome della band, che iniziò ad esibirsi a numerosi concerti (tra i più famosi ve ne fu uno a Torino in compagnia di Extrema e Braindamage.
In questo periodo la band iniziò a scrivere pezzi per un secondo album, ma alcune profonde differenze stilistiche spinsero Wynne ad abbandonare il gruppo. Come nuovo chitarrista fu scelto il giovane Luca Balducci, ma trovare un nuovo cantante si rivelò decisamente difficoltoso, e così lo stesso Appino decise di prendere il posto del dimissionario frontman nel doppio ruolo di cantante e chitarrista. Nel 1992 la band registrò quindi il suo secondo disco, pubblicato l'anno successivo ed intitolato Withdraw from Reality. L'album si rivelò più duro e studiato del predecessore, e portò la band ad esibirsi in vari concerti al fianco dei Braindamage e degli Headcrusher. Dopo la pubblicazione del disco, però, iniziarono a sorgere alcune incomprensioni tra i singoli membri del gruppo. Nel 1994 fu registrato e pubblicato l'EP Solitude, che però non ottenne il successo sperato. La band entrò in una crisi profonda e finì quindi per sciogliersi sul finire dello stesso anno.
Nel 1995 Andry Verga e Luca Balducci formano il gruppo musicale Destino e nel 1996 realizzano l'album di rock italiano "Generazione Bionica".

### Reunion
Nel 2008, in occasione del festival per festeggiare i vent'anni di attività della Dracma Records, la band si riunì per uno speciale show, con una formazione composta da Wynne, Balducci, Querio e Verga. Da quel momento in poi, la band ha occasionalmente preso parte a svariati festival e manifestazioni pubbliche. Nel 2010 lo storico batterista Andry Verga decide di abbandonare il gruppo, venendo sostituito da Luca Caracciolo. Tra il 2011 e il 2013 sono stati ristampati dalla Dracma Records i due album della band.

## Membri della Band
- James Wynne - voce e chitarra (1989-1991, 2008)
- Pier Querio - basso (1989-)
- Ivan Appino - chitarra e voce (1989-1994)
- Luca Balducci - chitarra solista (1991-)
- Andry Verga - batteria (1989-2008)
- Luca Caracciolo - Batteria (2010-)

## Reunion 2008 ad oggi
Dal 2008, in seguito al festival del ventesimo anniversario della Dracma Records, la band si riunisce in occasioni speciali per eseguire concerti live.

## Discografia
- Broken Glass (demo 1989)[3]
- Nightpieces (compilation - 1990)[4]
- Divine (1991)[5]
- Withdraw from Reality (1993)[6]
- Solitude (1994)[7]
- Nightpieces 5 (compilation - 2008)[8]
- Withdraw from Reality (re-edition) (2011)[9]
- Divine + Demo (remastered) (2012)

## Videografia
- Withdraw From Video (VHS - 1993)
- Live in Turin 2008 (DVD - 2011 - Allegato alla ristampa di Withdraw From Reality)
- Solitude (video clip) - https://www.youtube.com/user/andryverga#p/u/9/TSWRRJKYO8Y
- Brokenglazz - the memories of the broken glass -  https://www.youtube.com/user/andryverga#p/u/9/TSWRRJKYO8Y